# Азовський Вал
Азо́вський Ва́л — протяжне субширотне підняття Скіфської платформи, яке поділяє осадовий чохол акваторії Азовського моря на Північно-Азовський та Індоло-Кубанський прогини.
Сформувався як підняття фундаменту Скіфської платформи; південне крило поступово переходить в південну ступінь (Південно-Азовська западина), частково розташований на більш далекій Індоло-Кубанській западині.
Південна ступінь розвивалася як синкліналь з численними локальними складками в осадових відкладень. Тут присутні підводні грязьові вулкани.